# Fábio Barcellos
Fábio Barcellos e Albuquerque é um policial e político brasileiro. Integrou a Câmara Legislativa do Distrito Federal entre 2003 a 2007, durante sua quarta legislatura. Foi presidente do legislativo distrital de 2005 a 2007.

## Biografia
Integrante da Polícia Civil do Distrito Federal, Barcellos presidiu o Sindicato dos Policiais Civis do Distrito Federal por três mandatos. Posteriormente se aposentou da corporação.
Na eleição de 2002, Barcellos foi eleito deputado distrital, pelo Partido Liberal (PL), com 7.179 votos, correspondentes a 0,58% dos votos válidos.
Em 2004, Barcellos foi eleito presidente da Câmara Legislativa por seus colegas, derrotando o candidato do governador Joaquim Roriz. Durante a disputa pelo cargo, isolou os deputados apoiadores de sua candidatura em uma casa no Lago Norte, de modo a evitar que Roriz os influenciasse.
Barcellos não concorreu à reeleição em 2006, citando o desejo de ficar mais tempo com a família. Em 2009, presidia a região administrativa do Jardim Botânico. No ano seguinte, disputou o legislativo distrital, mas não foi eleito, recebendo 2.921 votos (0,41%).
Em 2018, Barcellos era vice-presidente do diretório regional do PDT. Em agosto, o diretório regional do partido lançou-o candidato ao Senado Federal na eleição de 2018. No entanto, sua candidatura acabou por não ser confirmada e durante aquele processo eleitoral dedicou-se à campanha de Eliana Pedrosa ao governo. Também deixou a vice-presidência regional da legenda.